# Patschkauer Mundart

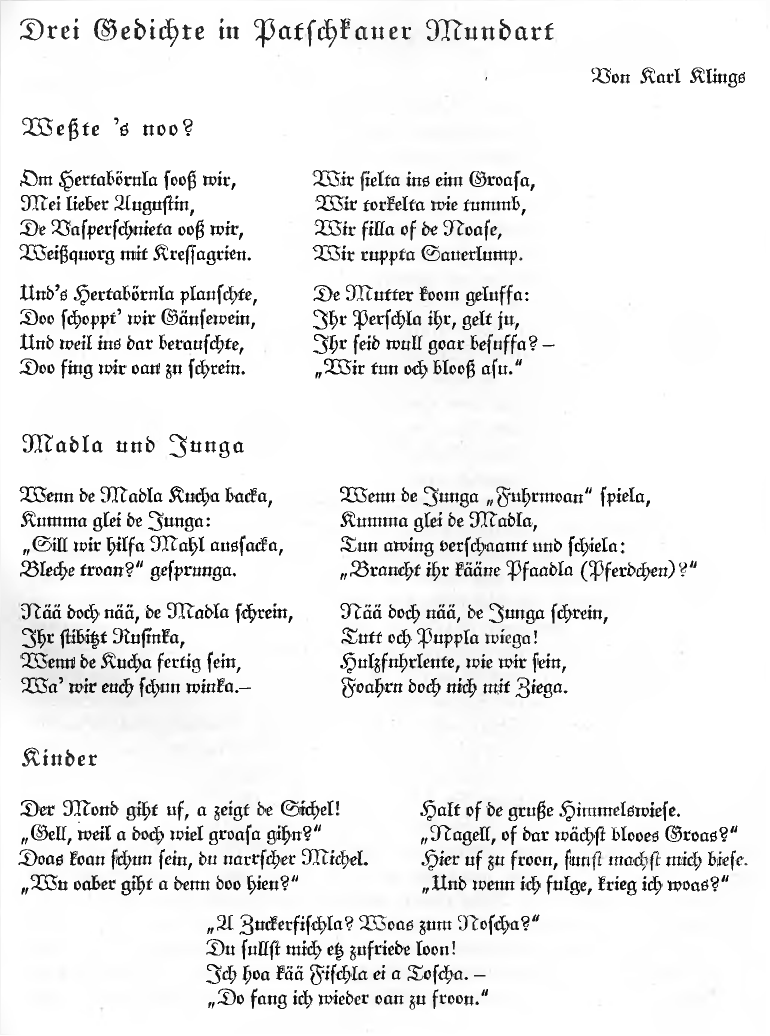
Gedichte von Karl Klings

Der Patschkauer Mundart (im Dialekt Potschker Mundoart, Poatschker Mundoart) ist der in Patschkau und Umgebung gesprochene schlesisch-deutsche Dialekt.

## Verbreitungsgebiet
Der Dialekt wurde in den Ost-Sudeten, also sowohl im Südwesten Oberschlesiens als auch Nordosten Böhmens gesprochen. Nach Flucht und Vertreibung Deutscher aus Mittel- und Osteuropa 1945–1950 nach dem Zweiten Weltkrieg wird dieser Dialekt weitgehend nur noch vereinzelt in Oberschlesien und der Diaspora gesprochen. Er ist akut vom Aussterben bedroht.

## Patsckauer Mundartdichter
- Karl Klings